# Zeynab Begum
Zeynab Begum, född i Qazvin, död 31 maj 1640 i Qazvin, var en persisk prinsessa. 
Hon var fjärde dotter till Tamasp I. Hon hade ett betydande inflytande under Abbas den stores och Safi I regeringstider (1588–1642). Hon var under flera decennier det kungliga haremets matriark och ledare. Hon hade flera ämbeten som annars var otänkbara för en kvinna. Hon var den enda kvinna som deltog som rådgivare vid kungliga rådet. Hon var guvernör av Kashan 1592–1593 och 1613–1614. 